# Pomorstvo
Pomorstvo (s tujko navtika) je dejavnost povezana s plovbo po morju in izkoriščanje morskega bogastva, oziroma dejavnost v zvezi z določanjem položaja ladje in njenim vodenjem.
Pomorstvo je prvo po pomembnosti med vsemi načini transporta in v najtesnejši zvezi z družbeno zgodovinskim razvojem človeštva, saj začetki človekovega prodiranja po vodnih poteh segajo že v prazgodovino. Pomembna vrlina pomorstva je navigacija, kjer si pomorci pomagajo z različnimi pripomočki, kot so kompas in zemljevidi, v zadnjem času pa GPS naprave.